# 不等式列表
以下列出著名的不等式：

## 数学分析
- 伯努利不等式
- 切比雪夫总和不等式
- 克拉克森不等式
- 格罗滕迪克不等式
- 闵可夫斯基不等式

## 代数
- 排序不等式
- 杨氏不等式
- 舒尔不等式
- 柯西不等式
- 內斯比特不等式
- 平均数不等式
- 算术-几何平均值不等式
- 樊畿不等式
- 牛顿不等式
- 马勒不等式
- 线性矩阵不等式
- 阿贝尔不等式

## 几何
- 三角不等式
- 佩多不等式
- 埃尔德什-莫德尔不等式
- 外森比克不等式
- 三角形内角的嵌入不等式
- 阿达马不等式

## 概率与统计
- Azuma不等式
- Chernoff不等式
- Cramér-Rao不等式
- 霍夫丁不等式
- 切比雪夫不等式
- 布尔不等式
- 琴生不等式
- 赫尔德不等式
- 马尔可夫不等式
- 吉布斯不等式
- 罗斯猜想

## 信息论
- 克拉夫特不等式

## 微分方程
- 格朗沃尔不等式